# Río Talovka
El río Tálovka (en ruso, Таловка) es un río del noreste de Asia, de la Siberia Oriental, que discurre por la península de Kamchatka y desagua en el mar de Ojotsk, en la bahía del Pénzhina. Tiene una longitud de 458 km y drena una cuenca de 24 100 km² (similar a países como Macedonia, Yibuti o Belice).
Administrativamente, el río discurre íntegramente por el krai de Kamchatka de la Federación de Rusia. 

## Geografía
El río nace en el extremo suroeste de los montes Koriakos, en su la vertiente occidental. En su curso superior y medio se le conoce como Kuyul (Куюл). El río discurre en general en dirección noroeste, virando hacia el noroeste justo antes de desaguar en un amplio estuario en el bahía del Pénzhina, al sur de donde desagua el río Pénzhina.
Está congelado desde finales de octubre/principios de noviembre hasta mayo. En el río hay importantes cantidades de salmón.
En su curso apenas hay zonas habitadas, salvo Tálovka, la pequeña localidad que le da nombre, localizada en la boca, entre los ríos Tálovka y Pénzhina.